# 함양군의회
함양군의회는 경상남도 함양군 지역을 관할하는 기초의회이다.